# Komenda Rejonu Uzupełnień Warszawa Miasto III

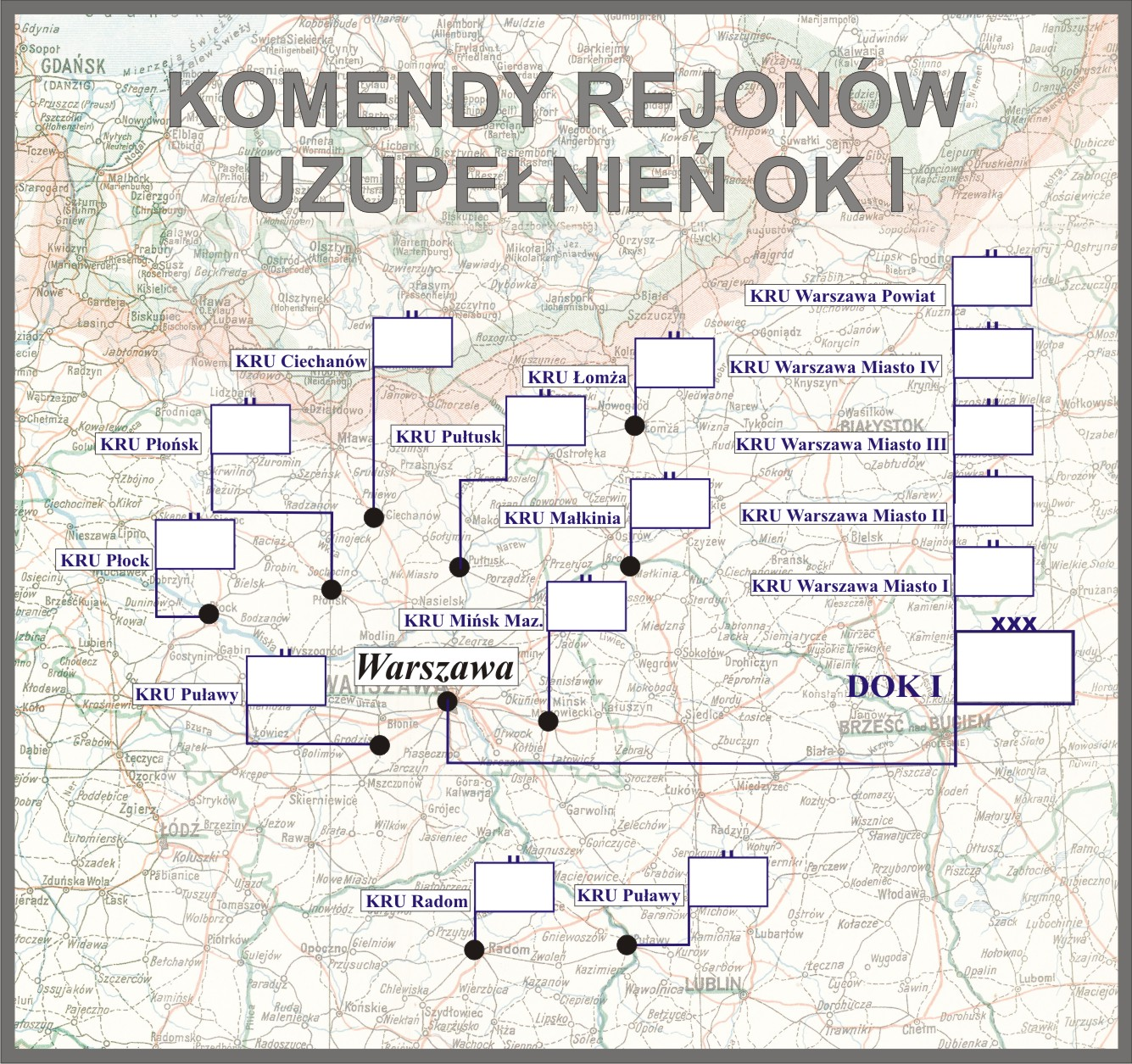
Komendy rejonów uzupełnień OK I

Komenda Rejonu Uzupełnień Warszawa Miasto III (KRU Warszawa Miasto III) – organ wojskowy właściwy w sprawach uzupełnień Sił Zbrojnych II Rzeczypospolitej i administracji rezerw w powierzonym mu rejonie.

## Historia komendy
W lipcu 1922 roku została zlikwidowana Powiatowa Komenda Uzupełnień Warszawa Miasto, a w jej miejsce utworzono trzy nowe komendy, w tym Powiatową Komendę Uzupełnień Warszawa Miasto III z siedzibą przy ul. Przejazd 10 (parter), która obejmowała swoją właściwością cały teren ówczesnej Pragi (komisariaty Policji Państwowej nr XIV, XV, XVII, XVIII, XXIV i XXV. Z dniem 28 grudnia tego roku komenda została przeniesiona na ul. Jagiellońską 31.
18 listopada 1924 roku weszła w życie ustawa z dnia 23 maja 1924 roku o powszechnym obowiązku służby wojskowej, a 15 kwietnia 1925 roku rozporządzenie wykonawcze ministra spraw wojskowych do tejże ustawy, wydane 21 marca tego roku wspólnie z ministrami: spraw wewnętrznych, zagranicznych, sprawiedliwości, skarbu, kolei, wyznań religijnych i oświecenia publicznego, rolnictwa i dóbr państwowych oraz przemysłu i handlu. Wydanie obu aktów prawnych wiązało się z przejęciem przez władze cywilne (administracji I instancji) większości zadań związanych z przygotowaniem i przeprowadzeniem poboru. Przekazanie większości zadań władzom cywilnym umożliwiło organom służby poborowej zajęcie się wyłącznie racjonalnym rozdziałem rekruta oraz ewidencją i administracją rezerw. Do tych zadań dostosowana została organizacja wewnętrzna powiatowych komend uzupełnień i ich składy osobowe. Poszczególne komendy różniły się między sobą składem osobowym w zależności od wielkości administrowanego terenu.
Zadania i nowa organizacja PKU określone zostały w wydanej 27 maja 1925 roku instrukcji organizacyjnej służby poborowej na stopie pokojowej. W skład PKU Warszawa Miasto III wchodziły trzy referaty: I) referat administracji rezerw, II) referat poborowy i referat inwalidzki. Nowa organizacja i obsada służby poborowej na stopie pokojowej według stanów osobowych L. O. I. Szt. Gen. 3477/Org. 25 została ogłoszona 4 lutego 1926 roku. Z tą chwilą zniesione zostały stanowiska oficerów ewidencyjnych.
12 marca 1926 roku została ogłoszona obsada personalna Przysposobienia Wojskowego, zatwierdzona rozkazem Dep. I L. 6000/26 przez pełniącego obowiązki szefa Sztabu Generalnego gen. dyw. Edmunda Kesslera, w imieniu ministra spraw wojskowych. Zgodnie z nową organizacją pokojową Przysposobienia Wojskowego zostały zlikwidowane stanowiska oficerów instrukcyjnych przy PKU, a w ich miejsce utworzone rozkazem Oddz. I Szt. Gen. L. 7600/Org. 25 stanowiska oficerów przysposobienia wojskowego w pułkach piechoty.
Od 1926 roku, obok ustawy o powszechnym obowiązku służby wojskowej i rozporządzeń wykonawczych do niej, działalność PKU Warszawa Miasto III normowała „Tymczasowa instrukcja służbowa dla PKU”, wprowadzona do użytku rozkazem MSWojsk. Dep. Piech. L. 100/26 Pob.
Z dniem 1 stycznia 1927 roku minister spraw wojskowych utworzył PKU Warszawa Miasto IV, lecz rejon PKU Warszawa Miasto III nie uległ zmianie i nadal obejmował komisariaty PP nr XIV, XV, XVII, XVIII, XXIV i XXV. Od tego czasu komenda „prowadziła” referat inwalidzki dla całego obszaru m. st. Warszawy.
W marcu 1930 roku PKU Warszawa Miasto III nadal podlegała Dowództwu Okręgu Korpusu Nr I i administrowała częścią miasta Warszawy, w której funkcjonowały Komisariaty Policji Państwowej nr: XIV, XV, XVII, XVIII, XXIV i XXV.
7 maja 1930 roku weszło w życie rozporządzenie Ministra Spraw Wojskowych wydane w porozumieniu z Ministrem Sprawiedliwości oraz Ministrem Pracy i Opieki Społecznej z dnia 18 kwietnia 1930 roku w sprawie postępowania o uznanie za zaginione bez własnej winy osób, których zaginięcie pozostaje w związku przyczynowym ze służbą wojskową. Zgodnie z § 4 wspomnianego rozporządzenia władzą powołaną do przyjęcia podania i zebrania przepisanych zaświadczeń i dowodów stwierdzających okoliczności potrzebne do wydania orzeczenia o zaginionym została PKU Warszawa Miasto III. Dla realizacji zadań wynikających z rozporządzenia minister spraw wojskowych czasowo zwiększył skład osobowy PKU o jednego oficera młodszego względnie jednego urzędnika II kategorii.
W grudniu tego roku PKU Warszawa Miasto III posiadała skład osobowy typ specjalny. Siedziba komendy znajdowała się przy ul. Szerokiej 3.
31 lipca 1931 roku gen. dyw. Kazimierz Fabrycy, w zastępstwie ministra spraw wojskowych, rozkazem B. Og. Org. 4031 Org. wprowadził zmiany w organizacji służby poborowej na stopie pokojowej. Zmiany te polegały między innymi na zamianie stanowisk oficerów administracji w PKU na stanowiska oficerów broni (piechoty) oraz zmniejszeniu sumarycznego składu osobowego Powiatowych Komend Uzupełnień Warszawa Miasto I–IV o czterech oficerów i zwiększeniu o czterech urzędników II kategorii. Łącznie w czterech stołecznych PKU miało pełnić służbę 16 oficerów i czterech urzędników II kategorii. Ponadto w PKU Warszawa Miasto II występował dodatkowo etat oficera – referenta ewidencji oficerów. Liczba szeregowych zawodowych i niezawodowych oraz urzędników III kategorii i niższych funkcjonariuszy pozostała bez zmian.
1 lipca 1938 roku weszła w życie nowa organizacja służby poborowej, zgodnie z którą dotychczasowa Powiatowa Komenda Uzupełnień Warszawa Miasto III została przemianowana na Komendę Rejonu Uzupełnień Warszawa Miasto III przy czym nazwa ta zaczęła obowiązywać 1 września 1938 roku, z chwilą wejścia w życie ustawy z dnia 9 kwietnia 1938 roku o powszechnym obowiązku wojskowym. Obok wspomnianej ustawy i rozporządzeń wykonawczych do niej, działalność PKU Warszawa Miasto III normowały przepisy służbowe MSWojsk. D.D.O. L. 500/Org. Tjn. Organizacja służby uzupełnień na stopie pokojowej z 13 czerwca 1938 roku. Zgodnie z tymi przepisami komenda rejonu uzupełnień była organem wykonawczym służby uzupełnień .
Komendant rejonu uzupełnień w sprawach dotyczących uzupełnień Sił Zbrojnych i administracji rezerw podlegał dowódcy Okręgu Korpusu Nr I, który był okręgowym organem kierowniczym służby uzupełnień. Rejon uzupełnień nie uległ zmianie. Komenda prowadziła ewidencję wszystkich oficerów z obszaru m. st. Warszawy, powiatu warszawskiego i powiatu grójeckiego.
KRU Warszawa Miasto III była jednostką mobilizującą. Pod względem mobilizacji materiałowej była przydzielona do 36 pp w Warszawie. Zgodnie z planem mobilizacyjnym „W” komendant rejonu uzupełnień był odpowiedzialny za przygotowanie i przeprowadzenie mobilizacji Stacji Zbornej Warszawa II. Wymieniona jednostka miała być zmobilizowana w I rzucie mobilizacji powszechnej.
Po ogłoszeniu mobilizacji KRU Warszawa Miasto III funkcjonowała na podstawie etatu pokojowego. Pod względem ewidencji i uzupełnień miała być przydzielona do Ośrodka Zapasowego 28 DP. Zarówno KRU Warszawa Miasto III, jak i Stacja Zborna Warszawa II podlegały dowódcy Okręgu Korpusu Nr I pod każdym względem.

## Obsada personalna
Poniżej przedstawiono wykaz oficerów zajmujących stanowisko komendanta Powiatowej Komendy Uzupełnień i komendanta rejonu uzupełnień oraz wykaz osób funkcyjnych (oficerów i urzędników wojskowych) pełniących służbę w PKU Warszawa Miasto III i KRU Warszawa Miasto III, z uwzględnieniem najważniejszych zmian organizacyjnych przeprowadzonych w latach 1926 i 1938.
| Komendanci                                | Komendanci              | Komendanci                                          |
| ----------------------------------------- | ----------------------- | --------------------------------------------------- |
| stopień, imię i nazwisko                  | okres pełnienia funkcji | kolejne stanowisko (dalsze losy)                    |
| płk piech. Stanisław Eulagiusz Sobolewski | do V 1923               | komendant PKU Warszawa Powiat                       |
| ppłk piech. Karol Steinbach               | V – VII 1923            | komendant PKU Warszawa Powiat                       |
| płk piech. Stanisław Eulagiusz Sobolewski | VII 1923 – XII 1924     | 30 pp                                               |
| ppłk / płk art. Kamil Grzegorz Czarnowski | XII 1924 – II 1927      | stan spoczynku z dniem 30 IV 1927                   |
| mjr san. / kanc. Zygmunt Rudzki           | II 1927 – 29 II 1932    | stan spoczynku                                      |
| mjr piech. Józef Adolf Faltus             | 1 I 1932 – VIII 1935    | od XI 1935 kierownik referatu w Dep. Uzup. MSWojsk. |
| ppłk piech. Zygmunt Walerian Juzwa        | VIII 1935 – 1939        | od IX 1939 w niewoli, w Oflagu II C Woldenberg      |

| Obsada pozostałych stanowisk funkcyjnych PKU w latach 1923–1925 | Obsada pozostałych stanowisk funkcyjnych PKU w latach 1923–1925 | Obsada pozostałych stanowisk funkcyjnych PKU w latach 1923–1925 | Obsada pozostałych stanowisk funkcyjnych PKU w latach 1923–1925 |
| --------------------------------------------------------------- | --------------------------------------------------------------- | --------------------------------------------------------------- | --------------------------------------------------------------- |
| I referent                                                      | kpt. piech. Wincenty Czaprański                                 | do 1 VII 1924                                                   | Oddział I Sztabu Generalnego                                    |
| I referent                                                      | mjr piech. Konstanty Podwysocki                                 | I 1925 – II 1926                                                | kierownik I referatu                                            |
| II referent                                                     | por. piech. Ludomir Bonawentura Stankiewicz                     |                                                                 |                                                                 |
| referent inwalidzki                                             | por. kanc. Stefan Krasnodębski                                  | do II 1924                                                      | OE V rejonu                                                     |
| referent inwalidzki                                             | urzędnik wojsk. X rangi Stanisław Witkowski                     | II – III 1924                                                   | OE Sokółka PKU Augustów w Sokółce                               |
| referent inwalidzki                                             | por. kanc. Szymon Mayblum                                       | IV 1924 – II 1925                                               | 1 dżand                                                         |
| referent inwalidzki                                             | por. adm. san. Henryk Rudowski                                  | II 1925 – II 1926                                               | referent inwalidzki                                             |
| oficer instrukcyjny                                             | kpt. piech. Walerian Wojtulewicz                                | VI 1924 – III 1926                                              | 30 pp                                                           |
| oficer ewidencyjny V rejonu                                     | por. piech. Wacław Ziembiński                                   | od 1 XI 1922                                                    |                                                                 |
| oficer ewidencyjny V rejonu                                     | urzędnik wojsk. XI rangi Tadeusz Bielicki                       | do I 1923                                                       | PKU Bielsk oficer ewidencyjny na powiat bielski                 |
| oficer ewidencyjny V rejonu                                     | por. tab. / kaw. Zygmunt Kwiatkowski                            | I – 15 VIII 1923                                                | 18 puł                                                          |
| oficer ewidencyjny V rejonu                                     | urzędnik wojsk. X rangi Stanisław Witkowski                     | IX 1923 – II 1924                                               | referent inwalidzki                                             |
|                                                                 | por. kanc. Stefan Krasnodębski                                  | od II 1924                                                      |                                                                 |
| oficer ewidencyjny VI rejonu                                    | por. piech. Wacław Ziembiński                                   |                                                                 |                                                                 |
| Obsada pozostałych stanowisk funkcyjnych PKU w latach 1926–1938 |                                                                 |                                                                 |                                                                 |
| kierownik I referatu administracji rezerw i zastępca komendanta | mjr piech. Konstanty Podwysocki                                 | II 1926 – II 1927                                               | komendant PKU Grodzisk Mazowiecki                               |
| kierownik I referatu administracji rezerw i zastępca komendanta | mjr kanc. Jan Dłużyński                                         | III 1927 – XI 1928                                              | praktyka sądowa w WSO nr I                                      |
| kierownik I referatu administracji rezerw i zastępca komendanta | kpt. piech. Zygmunt Kubat                                       | p.o. XII 1929 – IX 1930                                         | Biuro Uzup. MSWojsk.                                            |
| kierownik I referatu administracji rezerw i zastępca komendanta | kpt. piech. Witold Wolfram                                      | od III 1931                                                     |                                                                 |
| kierownik II referatu poborowego                                | por. piech. Ludomir Bonawentura Stankiewicz                     | II 1926 – był w 1932                                            |                                                                 |
| referent inwalidzki                                             | por. adm. san. Henryk Rudowski                                  | II 1926 – IV 1929                                               |                                                                 |
| referent                                                        | por. kanc. Stefan Krasnodębski                                  | od II 1926                                                      |                                                                 |
| referent                                                        | por. piech. Mieczysław Gutowski                                 | był w 1932                                                      |                                                                 |
| referent (etat przejściowy)                                     | por. kanc. Jan Tuchołka                                         | od II 1926                                                      |                                                                 |
| Obsada pozostałych stanowisk funkcyjnych KRU w latach 1938–1939 |                                                                 |                                                                 |                                                                 |
| kierownik I referatu ewidencji                                  | kpt. adm. (piech.) Witold Wolfram                               |                                                                 | †1940 Charków                                                   |
| kierownik II referatu uzupełnień                                | kpt. adm. (art.) Maurycy Eyczun                                 |                                                                 |                                                                 |
| kierownik III referatu oficerskiego                             | kpt. adm. (piech.) Edmund Franciszek Bukowicz                   |                                                                 | od IX 1939 w niewoli, w Oflagu II C Woldenberg                  |